# Guillermo Martínez (oszczepnik)
Guillermo Martínez (ur. 28 czerwca 1981 w Camagüey) – kubański lekkoatleta specjalizujący się w rzucie oszczepem.
W dużych międzynarodowych zawodach zadebiutował w 2005 roku zajmując dziesiąte miejsce w mistrzostwach świata. W kolejnym sezonie podczas Meeting Gaz de France w Paryżu wynikiem 87,17 ustanowił rekord Ameryki Północnej i uplasował się na drugim miejscu przegrywając tylko z Tero Pitkämäkim. Po tym sukcesie wygrał w końcu lipca w Cartagena de Indias igrzyska Ameryki Środkowej i Karaibów. Na początku sezonu 2007 startował na Kubie i w Brazylii, a po czterech występach w Europie wygrał w lipcu igrzyska panamerykańskie. Podczas mistrzostw świata w Osace (2007) zajął dziewiąte miejsce. W 2009 po wygraniu mistrzostw Ameryki Środkowej i Karaibów zdobył w Berlinie wicemistrzostwo świata. Największym międzynarodowym sukcesem oszczepnika w 2010 było zwycięstwo w czempionacie ibero-amerykańskim. W 2011 obronił wywalczony dwa lata wcześniej tytuł mistrza Ameryki Środkowej i Karaibów. Na rozegranych w Daegu mistrzostwach świata (2011) zdobył brązowy medal. Na koniec sezonu 2011 zdobył złoty medal igrzysk panamerykańskich. Nie udało mu się awansować do finału na igrzyskach olimpijskich w Londynie (2012). 
Wiele razy stawał na podium mistrzostw Kuby.
Rekord życiowy: 87,20 (28 października 2011, Guadalajara) – rezultat ten jest aktualnym rekordem Kuby.

## Osiągnięcia
| Rok  | Impreza                                  | Miejsce             | Lokata            | Wynik |
| ---- | ---------------------------------------- | ------------------- | ----------------- | ----- |
| 2005 | Mistrzostwa świata                       | Helsinki            | 10. miejsce       | 72,68 |
| 2006 | Igrzyska Ameryki Środkowej i Karaibów    | Cartagena de Indias | 1. miejsce        | 84,91 |
| 2007 | Igrzyska panamerykańskie                 | Rio de Janeiro      | 1. miejsce        | 77,66 |
| 2007 | Mistrzostwa świata                       | Osaka               | 9. miejsce        | 82,03 |
| 2009 | Mistrzostwa Ameryki Środkowej i Karaibów | Hawana              | 1. miejsce        | 82,16 |
| 2009 | Mistrzostwa świata                       | Berlin              | 2. miejsce        | 86,41 |
| 2010 | Mistrzostwa ibero-amerykańskie           | San Fernando        | 1. miejsce        | 81,71 |
| 2011 | Mistrzostwa Ameryki Środkowej i Karaibów | Mayagüez            | 1. miejsce        | 81,55 |
| 2011 | Mistrzostwa świata                       | Daegu               | 3. miejsce        | 84,30 |
| 2011 | Igrzyska panamerykańskie                 | Guadalajara         | 1. miejsce        | 87,20 |
| 2012 | Igrzyska olimpijskie                     | Londyn              | el. – 16. miejsce | 80,06 |
| 2013 | Mistrzostwa świata                       | Moskwa              | el. – 15. miejsce | 79,67 |
| 2014 | Igrzyska Ameryki Środkowej i Karaibów    | Xalapa              | 1. miejsce        | 79,27 |
| 2015 | Igrzyska panamerykańskie                 | Toronto             | 8. miejsce        | 74,79 |
| 2015 | Mistrzostwa NACAC                        | San José            | 2. miejsce        | 78,15 |